# Пасадена (Меріленд)
Пасадена (англ. Pasadena) — переписна місцевість (CDP) в США, в окрузі Енн-Арундел штату Меріленд. Населення — 32 979 осіб (2020).

## Географія
Пасадена розташована за координатами 39°9′19″ пн. ш. 76°33′10″ зх. д. / 39.15528° пн. ш. 76.55278° зх. д. (39.155242, -76.552883).  За даними Бюро перепису населення США в 2010 році переписна місцевість мала площу 41,74 км², з яких 38,69 км² — суходіл та 3,05 км² — водойми.

## Демографія
Згідно з переписом 2010 року, у переписній місцевості мешкало 24 287 осіб у 8546 домогосподарствах у складі 6435 родин. Густота населення становила 582 особи/км².  Було 8911 помешкання (214/км²).
Расовий склад населення:
| - 86,2 % — білих - 6,9 % — чорних або афроамериканців - 2,6 % — азіатів - 0,3 % — корінних американців - 0,1 % — вихідців з тихоокеанських островів - 1,6 % — осіб інших рас |

До двох чи більше рас належало 2,3 %. Частка іспаномовних становила 4,3 % від усіх жителів.
За віковим діапазоном населення розподілялося таким чином: 24,1 % — особи молодші 18 років, 67,4 % — особи у віці 18—64 років, 8,5 % — особи у віці 65 років та старші. Медіана віку мешканця становила 36,7 року. На 100 осіб жіночої статі у переписній місцевості припадало 98,2 чоловіків;  на 100 жінок у віці від 18 років та старших — 96,7 чоловіків також старших 18 років.
Середній дохід на одне домашнє господарство  становив 103 382 долари США (медіана — 96 083), а середній дохід на одну сім'ю — 110 324 долари (медіана — 101 364). Медіана доходів становила 67 294 долари для чоловіків та 53 376 доларів для жінок. За межею бідності перебувало 4,2 % осіб, у тому числі 3,7 % дітей у віці до 18 років та 5,2 % осіб у віці 65 років та старших.
Цивільне працевлаштоване населення становило 14 500 осіб. Основні галузі зайнятості: освіта, охорона здоров'я та соціальна допомога — 19,2 %, науковці, спеціалісти, менеджери — 15,3 %, роздрібна торгівля — 11,4 %, публічна адміністрація — 11,1 %.